# Ājgareh
Ājgareh (persiska: اَجگَرِه, هَژ گَرِّه, هَژگَرَ, آجگره) är en ort i Iran.   Den ligger i provinsen Kurdistan, i den nordvästra delen av landet, 400 km väster om huvudstaden Teheran. Ājgareh ligger 1 643 meter över havet och antalet invånare är 249.
Terrängen runt Ājgareh är huvudsakligen kuperad, men söderut är den bergig.Runt Ājgareh är det ganska tätbefolkat, med 222 invånare per kvadratkilometer. Närmaste större samhälle är Sanandaj, 7,3 km sydost om Ājgareh. Trakten runt Ājgareh består i huvudsak av gräsmarker.